# Celles-sur-Durolle
Celles-sur-Durolle é uma comuna francesa na região administrativa de Auvérnia-Ródano-Alpes, no departamento Puy-de-Dôme. Estende-se por uma área de 39,23 km². Em 2010 a comuna tinha 1 738 habitantes (densidade: 44,3 hab./km²).